# Раффи, Густаво
Густаво Раффи (итал. Gustavo Raffi), (Баньякавалло, род. 4 января 1944 года) — итальянский юрист, бывший великий мастер Великого востока Италии (1999—2014).

## Биография
Он был инициирован в масонство в 1968 году и стал мастером-масоном в 1970 году. После чего он основал масонскую ложу «La pigneta» в Равенне. В марте 1999 года был избран на должность великого мастера Великого востока Италии, и оставался на должности до апреля 2014 года, когда его на этом посту сменил Стефано Бизи.
Он был провинциальным секретарём Итальянской республиканской партии Равенны в 1989—1990 годах. И членом Национального совета партии в период между 1990 и 1992 годом.

## Работы
- Gustavo Raffi, In nome dell’uomo: dal Risorgimento alla modernità il ruolo del Grande Oriente nell’Italia unita, G. Picardo (a cura di), P. Peluffo (prefazione di); S. Fedele (postfazione di), Milano, Mursia 2011.
- Indietro non si torna : trasparenza e filosofia civile di un magistero massonico, di Gustavo Raffi, a cura di Alberto Jannuzzelli, prefazione di Massimo Teodori, Acireale-Roma, Tipheret, 2013,ISBN 978-88-6496-136-1.
- Costruttori di sogni possibili, allocuzione [di] Gustavo Raffi, Roma, Grande Oriente d’Italia, 2010.
- Garibaldi massone, di Gustavo Raffi, Roma, Grande Oriente d’Italia, 2007, P. 3-8, Estr. da: Hiram, 2007, n. 1.
- Laicità è libertà, allocuzione [di] Gustavo Raffi, Roma, Grande Oriente d’Italia, 2006.
- La massoneria nell’era della mondializzazione, allocuzione [di] Gustavo Raffi, Roma, Grande Oriente d’Italia, 2006.
- 1805-2005 : duecento anni per l’Italia, allocuzione [di] Gustavo Raffi, Roma, Grande Oriente d’Italia, 2005.
- Il ruolo della Massoneria nel XXI secolo: tradizione, etica e nuovi valori, relazione [di] Gustavo Raffi, Roma, Grande Oriente d’Italia, 2001.